# Dan Quayle
James Danforth "Dan" Quayle (Indianápolis, Indiana; 4 de febrero de 1947) es un político estadounidense. Fue el 44.º vicepresidente de los Estados Unidos durante el mandato de George H. W. Bush (1989-1993).

## Biografía

### Familia y formación
Hijo de una rica familia propietaria de periódicos. Nieto de Eugene Pulliam, fundador de Central Newspapers y dueño del The Indianapolis Star, uno de los principales diarios de su estado natal. Quayle se graduó en Ciencias Políticas por la Universidad DePaw en 1969 y se doctoró en Derecho por la Escuela de Leyes de la Universidad de Indiana en 1974. 

### Carrera
Después de pasar por la Guardia Nacional de Indiana, comenzó a trabajar para el fiscal general del estado de Indiana en la división de protección al consumidor. Poco después se convirtió en asistente administrativo del gobernador republicano Edgar Whitcomb y trabajó en uno de los periódicos de la familia, el Huntington Herald-Press.

## Carrera política

### Miembro de la Cámara de Representantes
Empezó una carrera política en solitario en 1976, con tan sólo 29 años, cuando se presentó como candidato por el Partido Republicano a la Cámara de Representantes de EE. UU. por el 4º Distrito de Indiana, aprovechando la popularidad de su familia en el Estado. Ganó la elección y fue reelegido en 1978. 

### Senador
En 1980 renunció a presentarse de nuevo a la reelección y decidió ser candidato al Senado. Concretamente al escaño que entonces ocupaba el popular senador demócrata Birch Bayh, al que muchos consideraban imbatible. En una de las elecciones más sorpresivas de aquel ciclo electoral, Quayle derrotó al senador Bayh y, con tan sólo 33 años, se convirtió en el miembro más joven de la Cámara Alta de EE. UU. Su elección coincidió con el triunfo del también republicano Ronald Reagan en las presidenciales, en el que fue un año muy positivo para la mayoría de candidatos republicanos a cargos electos alrededor de todo el país. 
Como senador, Quayle destacó especialmente por su labor legislativa en las áreas de Defensa y control de armas. Aunque no fue un peso pesado dentro del Senado, fue miembro de los Comités de Defensa, Presupuesto y Recursos Humanos, y patrocinó en 1982 junto con el senador demócrata Edward Kennedy el 'Job Training Partnership Act' (JTPA). En 1986 fue cómodamente reelegido para un segundo mandato de seis años en el Senado.

## Vicepresidente de Estados Unidos

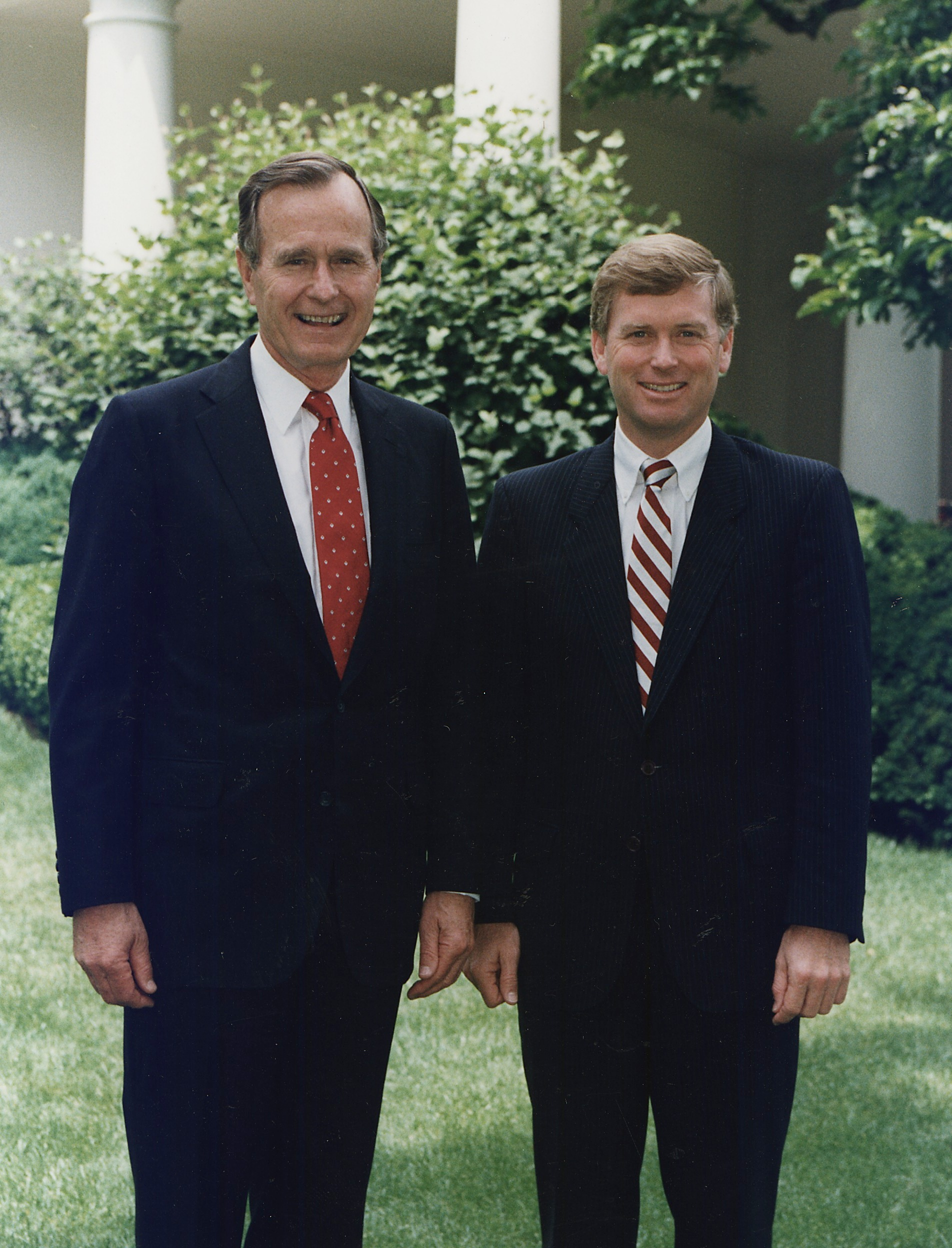
Quayle (a la derecha) junto con George H. W. Bush, ya como vicepresidente y presidente de los Estados Unidos, respectivamente.

En 1988 nadie pensaba en Dan Quayle como posible candidato vicepresidencial. La revista Time publicaba en agosto de aquel año que el candidato republicano a la presidencia, George Bush, barajaba una lista de unos ocho nombres como posibles candidatos a la vicepresidencia: el gobernador de California George Deukmejian, el senador por Wyoming Alan Simpson, el congresista por Nueva York Jack Kemp, el senador por Kansas Bob Dole, el senador por Misuri John Danforth, la senadora por Kansas Nancy Kassebaum, el senador por Nuevo México Pete Domenici y el exgobernador de Tennessee Lamar Alexander. 
Bush decidió no anunciar su decisión hasta el segundo día de la Convención Nacional Republicana celebrada en Nueva Orleans a finales de aquel mismo mes. El rumor general en Nueva Orleans era que el elegido sería finalmente alguien que no había sido mencionado, el senador por Wyoming Malcolm Wallop. Pero para sorpresa de todos, la cadena de televisión NBC, pocas horas antes de anunciarse el nombre definitivo, dio la exclusiva de que este iba a ser el senador Dan Quayle. Un completo desconocido para los que no eran expertos seguidores de los temas del Senado. 
La selección de Quayle se debió en gran medida a que Bush, de 64 años entonces, buscaba rejuvenecer su candidatura y Quayle, de sólo 41 años, le daba esa posibilidad. Pero pronto comenzaron las dudas sobre si el rápido ascenso de Quayle se debía más a sus privilegiadas conexiones familiares o a cuestiones superficiales como la edad o la imagen, que a sus méritos o talento político, y muchos se preguntaban si estaba capacitado para asumir la presidencia en caso de que algo le ocurriera al presidente. El propio Quayle se encargó de dar fuerza a esas acusaciones al cometer una serie de errores durante la campaña electoral que dejaron claro que podía no estar suficientemente maduro como para asumir un reto semejante.  A pesar de todo, estos problemas no afectaron al ticket Bush-Quayle que ganó la elección con el 54% de los votos frente al 46% de la candidatura demócrata Dukakis-Bentsen. Así, el 20 de enero de 1989, Dan Quayle tomó posesión como uno de los vicepresidentes más jóvenes de la historia de la nación. 
Durante los siguientes cuatro años, Bush le encomendó presidir el Consejo Nacional Espacial y fue miembro del Consejo de Seguridad Nacional durante la crisis y guerra del Golfo, pero su peso en la administración fue menor al de otros vicepresidentes anteriores y posteriores. También creó algunos problemas de imagen a la administración debido a su afición por no estarse callado, como cuando criticó a la popular serie de televisión Murphy Brown porque la protagonista era madre soltera. Este tipo de actitudes convirtieron a Quayle en un enlace privilegiado entre Bush y la derecha cristiana, pero al mismo tiempo provocaron la burla y los chistes de los medios liberales.
En 1991 fue ganador del Premio Ig Nobel de Educación.
En las elecciones presidenciales de 1992, Bush-Quayle debieron enfrentarse a los demócratas Clinton-Gore y los independientes Perot-Stockdale. En el debate televisado de los candidatos a la vicepresidencia, Quayle esta vez superó las expectativas, siendo según las encuestas de opinión, más convincente que Al Gore y James Stockdale. Pero las cosas no le fueron igual de bien al presidente George Bush en su debate con Bill Clinton y Ross Perot, y las elecciones dieron como resultado la victoria de Bill Clinton.

## Candidatura presidencial fallida y postvicepresidencia
Quayle lo consideró, pero decidió no postularse para gobernador de Indiana en 1996, ni tampoco para las para las primarias presidenciales del Partido Republicano de ese año, aquejando problemas de salud relacionados con la flebitis y apoyó al senador Bob Dole. Se mudó a Arizona en 1996.
Anunció durante su aparición en enero de 1999 en Larry King Live, su intención de postularse para presidente en 2000. En abril de 1999, Quayle anunció oficialmente su candidatura para la nominación presidencial republicana de 2000, atacando al favorito George W. Bush diciendo "No queremos otro candidato que necesite formación en el puesto de trabajo", y acusándolo de «ser el niño mimado del Partido Republicano» y se autopromocionó como la mejor esperanza de los sectores conservadores, pero estos se inclinaban más por Bush. Poco antes de iniciarse las primarias, Quayle anunció que renunciaba a su candidatura debido a que fue incapaz de recaudar dinero suficiente como para competir con el favorito. En la primera contienda entre los candidatos republicanos, la Ames Straw Poll de agosto de 1999, terminó octavo. Se retiró al mes siguiente y terminó apoyando a George W. Bush.
Quayle, que entonces trabajaba como banquero de inversiones en Phoenix, fue mencionado como candidato a gobernador de Arizona antes de las elecciones de 2002, pero finalmente se negó a postularse.
Desde entonces se ha mantenido lejos de la vida pública. Fue durante muchos años el único exvicepresidente vivo que nunca había recibido la nominación presidencial de su partido, hasta que en 2008 Dick Cheney tampoco fue designado.
En diciembre de 2011, respaldó a Mitt Romney para la nominación presidencial republicana de 2012.
Para las elecciones presidenciales de 2016, Quayle respaldó a Jeb Bush. Después de que Bush no logró ganar la nominación, Quayle finalmente respaldó a Donald Trump; posteriormente fue visto visitando a Trump en la Trump Tower en Manhattan antes de la inauguración presidencial.
Quayle asistió a la toma de posesión del presidente Joe Biden el 20 de enero de 2021.